# Gino Magrini
Gino Magrini (fl. XX secolo) è stato un calciatore italiano, di ruolo difensore.

## Carriera
Detto anche Magrini II, debutta in Serie B con l'Udinese nella stagione 1930-1931, disputando due campionati cadetti per un totale di 57 presenze.